# استخدام الدول للقوة
يخضع استخدام دول العالم للقوة، لقواعد عرفية للقانون الدولي العام وقانون المعاهدات. ينص ميثاق الأمم المتحدة في المادة 2(4) على ما يلي:
يمتنع جميع الأعضاء عن التهديد باستعمال القوة ضد السلامة الإقليمية أو الاستقلال السياسي لأي دولة، في علاقاتهم الدولية أو بأي طريقة أخرى تتعارض مع مبادئ منظمة الأمم المتحدة. وقالت لويز دوزوالد بيك، الأمينة العامة للجنة الحقوقيين الدولية، إن هذه القاعدة «وُضعت في ميثاق الأمم المتحدة في عام 1945 وأصبحت مُقدسة لسبب وجيه: منع الدول من استخدام القوة كلما أرادوا ذلك». يعتبر هذا المبدأ الآن جزءً مهمًا من القانون الدولي العرفي، ويحظر استخدام القوة المسلحة، باستثناء حالتين فقط، قد صُرحا بموجب ميثاق الأمم المتحدة. أولًا، يجوز لمجلس الأمن، بموجب الصلاحيات الممنوحة في المادتين 24 و25، والفصل السابع من الميثاق، أن يأذن بالعمل الجماعي للحفاظ على السلام والأمن الدوليين. ثانيًا، تنص المادة 51 أيضًا على أنه: «لا يوجد في هذا الميثاق ما لا يسمح بالدفاع الفردي أو الجماعي عن النفس إذا وقع هجوم مسلح ضد الدولة». هناك أيضًا ادعاءات أكثر إثارة للجدل من جانب بعض الدول بشأن حق التدخل الإنساني والأخذ بالثأر وحماية المواطنين في الخارج.

## العمل الجماعي
يخول لمجلس الأمن بتحديد أي تهديد للسلم والأمن الدوليين وبإمكانه اتخاذ إجراءات للتصدي لها. عمليًا، لم تُستخدم هذه القوة نسبيًا بسبب وجود خمسة أعضاء دائمين، يتمتعون بحق النقض (الفيتو) وذلك لأن لديهم مصالح في قضايا معينة. عادة ما تُتخذ تدابير أخرى -غير القوة المسلحة- قبل استخدامها التدابير الرسمية مثل فرض العقوبات. كانت المرة الأولى التي أذن فيها مجلس الأمن باستخدام القوة في عام 1950، لتأمين انسحاب كوريا الشمالية من كوريا الجنوبية. على الرغم من تصور ميثاق الأمم المتحدة في البداية، على أنه سيكون للأمم المتحدة قواتها المعينة لاستخدامها في تنفيذ الهجمات، إلا أنه قد خضع التدخل لسيطرة قوات تحت قيادة الولايات المتحدة. نقاط الضعف في النظام واضحة، ويتجلى ذلك في حقيقة صدور القرار فقط بسبب المقاطعة السوفيتية واحتلال مقعد الصين من قبل الصينيين الوطنيين لتايوان. لم يأذن مجلس الأمن باستخدام قوة مسلحة كبيرة مرة أخرى، حين غزت العراق الكويت عام 1990. بعد إصدار قرارات تطالب بالانسحاب، أصدر المجلس القرار 678، الذي أذن باستخدام القوة وطلب من جميع الدول الأعضاء تقديم الدعم اللازم للقوة المهاجمة بالتعاون مع الكويت، لضمان انسحاب القوات العراقية.
لم يُلغ هذا القرار. أُصدر قرار مجلس الأمن التابع للأمم المتحدة رقم 1441 في 8 نوفمبر 2002، بعد تصويت بالإجماع بنتيجة 15–0: صوتت روسيا والصين وفرنسا والدول العربية أيضًا مثل سوريا لصالحه. قيل إن قرار 1441، سمح ضمنيًا للدول الأعضاء في الأمم المتحدة، بشن حرب ضد العراق دون الحصول على قرار آخر من مجلس الأمن الدولي. كان الناطقون باسم مجلس الأمن في الاجتماع، واضحين حول عدم صحة هذا الاتهام. قال سفير الولايات المتحدة للأمم المتحدة، جون نيغروبونتي: «لا يحتوي هذا القرار على «محفزات خفية» ولا «تكتيكية» فيما يتعلق باستخدام القوة». كان هناك خرق عراقي آخر، أبلغت به لجنة الأمم المتحدة للرصد والتحقق والتفتيش أو الوكالة الدولية للطاقة الذرية أو دولة عضو إلى المجلس، فستعود المسألة إلى المجلس للمناقشة كما هو مطلوب في الفقرة 12. يوضح القرار أن أي فشل عراقي في الامتثال للقوانين هو أمر غير مقبول ولذلك يجب انتزاع سلاح العراق. وبطريقة أو بأخرى، سيُنتزع سلاح العراق منها. إذا فشل مجلس الأمن في التصرف بحسم في حالة حدوث المزيد من الانتهاكات العراقية، فإن هذا القرار لا يمنع أي دولة عضو من العمل للدفاع عن نفسها ضد التهديد الذي تمثله العراق أو تنفيذ قرارات الأمم المتحدة المهتمة بهذا الموضوع وحماية السلام والأمن العالميين. قال سفير المملكة المتحدة، مقدم القرار: «سمعنا بصوتٍ عالي وواضح خلال المفاوضات، المخاوف بشأن «التلقائية» و «المحفزات الخفية» - عند القلق من اتخاذ قرار بالغ الأهمية، يجب ألا نتسرع في العمل العسكري؛ أنه عند اتخاذ قرار بالغ الأهمية، ينبغي أن يناقش المجلس أي انتهاكات عراقية. اسمحوا لي أن أكون واضحًا أيضًا في الرد. لا يوجد «تلقائية» في هذا القرار. إذا حدث خرق عراقي آخر لالتزاماته بنزع السلاح، فستعود المسألة إلى المجلس لمناقشتها على النحو المطلوب في الفقرة 12. نتوقع من مجلس الأمن أن يفي بمسؤولياته». جاء في رسالة سفير سوريا: «صوتت سوريا لتأييد هذا القرار، بعد أن تلقت تأكيدات من مقدمي مشروع القرار، الولايات المتحدة الأمريكية والمملكة المتحدة وفرنسا وروسيا، من خلال إجراء بعض الاتصالات المهمة، أنه لن يُستخدم ليكون ذريعة لشن حرب على العراق».